# Gigapassus
Gigapassus octarine és una espècie d'aranya araneomorfa de la subfamília Erigoninae, dins de la família Linyphiidae. És l'únic membre del gènere monotípic Gigapassus.
Fou descrit per primera vegada per J. A. Miller l'any 2007,

## Distribució
És un endemisme de l'Argentina.